# Río Guadamez
Río Guadamez este o arie protejată (arie specială de conservare — SAC, sit de importanță comunitară — SCI) din Spania întinsă pe o suprafață de 2.236,8 ha, integral pe uscat.

## Localizare
Centrul sitului Río Guadamez este situat la coordonatele 38°40′58″N 5°52′13″W / 38.682778°N 5.870278°V.

## Înființare
Situl Río Guadamez a fost declarat sit de importanță comunitară în decembrie 1997 pentru a proteja 33 de specii de animale. Situl a fost protejat și ca arie specială de conservare în mai 2015.

## Biodiversitate
Situată în ecoregiunea mediteraneană, aria protejată conține 7 habitate naturale: Păduri de Quercus ilex și Quercus rotundifolia, Dehesas cu Quercus spp. perene, Galerii de Salix alba și de Populus alba, Păduri termofile cu Fraxinus angustifolia, Galerii și tufărișuri riverane sudice (Nerio-Tamaricetea și Securinegion tinctoriae), Pseudostepă cu ierburi și specii anuale de Thero-Brachypodietea, Tufărișuri termo-mediteraneene și de pre-deșert.
La baza desemnării sitului se află mai multe specii protejate:
- păsări (22): lăcar mare (Acrocephalus arundinaceus), lăcar-de-lac (Acrocephalus scirpaceus), pescăruș albastru (Alcedo atthis), rață mare (Anas platyrhynchos), stârc cenușiu (Ardea cinerea), Bubulcus ibis, pasărea ogorului (Burhinus oedicnemus), măcăleandru roșcat (Cercotrichas galactotes),  prundaș gulerat mic (Charadrius dubius), barză albă (Ciconia ciconia), șerpar (Circaetus gallicus), erete de stuf (Circus aeruginosus), becațină comună (Gallinago gallinago), acvilă pitică (Hieraaetus pennatus), Hippolais polyglotta, stârc pitic (Ixobrychus minutus), pescăruș negricios (Larus fuscus), ciocârlie de pădure (Lullula arborea), cormoran mare (Phalacrocorax carbo), lăstun de mal (Riparia riparia), fluierarul de zăvoi (Tringa ochropus), nagâț (Vanellus vanellus)
- amfibieni (1): Discoglossus galganoi
- mamifere (2): vidră de râu (Lutra lutra), râs iberic (Lynx pardinus)
- pești (6): Anaecypris hispanica, Cobitis paludica, Luciobarbus comizo, Pseudochondrostoma willkommii, Rutilus alburnoides, Rutilus lemmingii
- reptile (2): țestoasa de baltă (Emys orbicularis), Mauremys leprosa

Pe lângă speciile protejate, pe teritoriul sitului au mai fost identificate 3 specii de plante, 2 specii de păsări, 5 specii de amfibieni, 14 specii de pești, 4 specii de reptile.